# Episodi di Investigatore offresi (prima stagione)
La prima stagione della serie televisiva Investigatore offresi è stata trasmessa in anteprima nel Regno Unito dalla Independent Television tra il 23 gennaio 1965 e il 1º maggio 1965.
| nº | Titolo originale                                         | Titolo italiano | Prima TV UK      | Prima TV Italia |
| -- | -------------------------------------------------------- | --------------- | ---------------- | --------------- |
| 1  | All for a Couple of Ponies                               |                 | 23 gennaio 1965  |                 |
| 2  | Nobody Kills Santa Claus                                 |                 | 30 gennaio 1965  |                 |
| 3  | They Go Off in the End, Like Fruit                       |                 | 8 febbraio 1965  |                 |
| 4  | Dig You Later                                            |                 | 13 febbraio 1965 |                 |
| 5  | I Went to Borrow a Pencil, and Look What I Found         |                 | 20 febbraio 1965 |                 |
| 6  | But the Joneses Never Get Letters                        |                 | 27 febbraio 1965 |                 |
| 7  | A Harsh World for Zealots                                |                 | 6 marzo 1965     |                 |
| 8  | "And a Very Fine Fiddle Has He"                          |                 | 13 marzo 1965    |                 |
| 9  | My Life - That's a Marriage                              |                 | 20 marzo 1965    |                 |
| 10 | You Think It'll Be Marvellous - But It's Always a Rabbit |                 | 27 marzo 1965    |                 |
| 11 | Protection Is a Man's Best Friend                        |                 | 3 aprile 1965    |                 |
| 12 | The Morning Wasn't So Hot                                |                 | 10 aprile 1965   |                 |
| 13 | You Should Hear Me Eat Soup                              |                 | 17 aprile 1965   |                 |
| 14 | You Have to Draw the Line Somewhere                      |                 | 24 aprile 1965   |                 |
| 15 | Have It on the House                                     |                 | 1º maggio 1965   |                 |